# スペシャルオリンピックス日本・東京
特定非営利活動法人スペシャルオリンピックス日本・東京（スペシャルオリンピックスにっぽん・とうきょう、英文名称：Special Olympics Nippon Tokyo、略称：SON東京）は、スペシャルオリンピックス日本の東京地区の活動を推進する非営利団体である。

## 概要
スペシャルオリンピックス日本・東京は、スペシャルオリンピックス日本のなかでも最大の地区組織として、15のスポーツプログラム（ボウリング、バスケットボール、水泳競技、陸上競技、サッカー、体操競技、卓球、テニス、バドミントン、アルペンスキー、フィギュアスケート、スピードスケート、フロアホッケー、機能開発（MDP）、バレーボール）と、6つの文化プログラム（合唱、Let's Play & Sing(英会話)、アスリート会、ダンス、絵画、木彫り）を実施している。
また、技術的な指導力または知的障害に深い知識を持った人材の育成、次代を担う学生及び20代～30代社会人ボランティアの獲得、行政・学校との連携を深めてプログラムを安定的に開催できる場所の拡大などの事業を積極的に行っており、2007年には認定特定非営利活動法人（認定NPO法人）として認定を受けた。

## 組織
事務局：東京都新宿区西早稲田2-3-18-75号室
- 理事長：岡松武司（公益財団法人東京海上スポーツ財団監事/公益財団法人日本陸上競技連盟前監事）